# آيت عدي (آيت لحسن آيت مسانة)
آيت عدي هو دُوَّار يقع بجماعة تيغسالين، إقليم خنيفرة، جهة بني ملال خنيفرة في المملكة المغربية. ينتمي الدوّار لمشيخة آيت لحسن آيت مسانة التي تضم 8 دواوير. يقدر عدد سكانه بـ 385 نسمة حسب الإحصاء الرسمي للسكان والسكنى لسنة 2004.

## وصلات خارجية
- البوابة الوطنية للجماعات الترابية
- المندوبية السامية للتخطيط